# ホッジ理論
数学におけるホッジ理論（ホッジりろん、英: Hodge theory ）とは可微分多様体 M 上の微分形式に関する理論である。特に、M 上のリーマン計量に付随する（一般化された）ラプラス作用素に関する偏微分方程式論をもちいて得られる M 上の実係数コホモロジー群の性質のことをいう。
1930年代にウィリアム・ホッジによってド・ラームコホモロジーの拡張として開発され、3つのレベルで大きな応用を持っている。
- リーマン多様体
- ケーラー多様体
- 複素射影多様体の代数幾何学、より広くはモチーフ

はじめ、M が閉多様体（つまり、境界を持たないコンパクトな多様体）の場合に研究された。その後、上記の3つのレベルでホッジ理論は以降の研究に大きな影響を与えた。たとば小平邦彦によって研究された（日本で、さらにプリンストンでヘルマン・ワイルの影響の下で）。

## ホッジ分解
{\displaystyle \delta } を余微分（codifferential）とすると、微分形式 {\displaystyle \omega } は {\displaystyle \delta \omega =0} の時は余閉といい、また、ある微分形式 {\displaystyle \alpha } に対して {\displaystyle \omega =\delta \alpha } であれば余完全という。ホッジ分解（Hodge decomposition）は、任意の k-形式が 3つのL2成分に分解できることを言っている。
{\displaystyle \omega =d\alpha +\delta \beta +\gamma \ .}
ここに {\displaystyle \gamma } は調和形式すなわち {\displaystyle \Delta \gamma =0} である。このことは、完全形式と余完全形式は直交することから従う。従って、直交補空間は閉形式と余閉形式の両方の形式、つまり調和形式からなる。ここで、直交性は {\displaystyle \Omega ^{k}(M)} 上の L2内積
{\displaystyle (\alpha ,\beta )=\int _{M}\alpha \wedge *\beta .}
によって定義される。分解を正確に定義し証明するには、ソボレフ空間上で問題を定式化することが必要である。そこでの考え方は、ソボレフ空間が二乗可積分函数の考え方と微分の考え方の双方に対して自然な設定をもたらすことであり、これを使いコンパクト台が必要であるという制限のいくつかを克服することができる。

## 調和形式
{\displaystyle M} をコンパクトなリーマン多様体とすると、{\displaystyle H_{\mathrm {dR} }^{k}(M)} の各々の同値類はちょうどひとつだけ調和形式を含む。すなわち、与えられた閉形式の同値類の任意の元 ω は次の形に書くことができる。
{\displaystyle \omega =d\alpha +\gamma \,}
ここに {\displaystyle \alpha } はある微分形式で、γ は調和形式、つまり Δγ = 0 である。
コンパクトで連結なリーマン多様体の上の任意の調和函数は定数である。したがって、特別に注目すべき元は多様体の全てのコホモロジー同値な形式の最大値（最小値）であると理解することができる。例えば、2-トーラス上では、定数の1-形式は、（同じ長さで）同じ方向を揃って向いた「毛」のようなものと考えることができる。この場合には、2つのコホモロジー的に異なった方向があり、他はすべてこれらの線型結合である。特に、このことは2-トーラスの 1 次ベッチ数は 2 であることを意味する。より一般的には、n-次元トーラス Tn 上では、k-形式の様々な方向を考えることができて、{\displaystyle H_{\text{dR}}^{k}(T^{n})} の基底ベクトルを作ることに使うことができる nCk 個のそのような選び方がある。従って、n-次元トーラスのド・ラームコホモロジー群の k-次ベッチ数は、nCk である。
さらに詳しくは、微分可能多様体 M に対して、あるリーマン計量を与えることができて、ラプラシアン Δ は次で定義される。
{\displaystyle \Delta =d\delta +\delta d\,}
ここで d は外微分であり、δ は余微分である。ラプラシアンは微分形式の外積代数上に作用する（次数付き） 線型微分作用素として同次(homogeneous)である。次数 k の各々の成分への作用を別々にみることができる。
M がコンパクトで向き付け可能であれば、（ホッジ理論により）k-形式の空間上に作用するラプラシアンの核の次元は、次数 k のド・ラームコホモロジー群の次元に等しくなる。ラプラシアンは、閉形式の各々のコホモロジー類の中の調和形式を一意に取り出す。特に M 上の全ての調和 k-形式の空間は Hk(M; R) に同型となる。各々のそれらの空間の次元は有限で、k-番目のベッチ数で与えられる。

## 応用と例

### ド・ラームコホモロジー
ホッジ理論の（ホッジによる）もともとの定式化は、ド・ラーム複体に対するものである。M はコンパクトで向き付け可能な多様体で滑らかな計量 g を持つものとし、Ωk(M) は M 上の k-次の微分形式の空間とする。これにたいし微分作用素の成す系列
{\displaystyle 0\rightarrow \Omega ^{0}(M){\xrightarrow {d_{0}}}\Omega ^{1}(M){\xrightarrow {d_{1}}}\cdots {\xrightarrow {d_{n-1}}}\Omega ^{n}(M){\xrightarrow {d_{n}}}0}
はド・ラーム複体と呼ばれる。ここに、dk は Ωk(M) 上の外微分を表す。このとき、ド・ラームコホモロジーとは
{\displaystyle H^{k}(M)=\ker d_{k}/\operatorname {im} d_{k-1}}
で定義されるベクトル空間の系列のことである。余微分と呼ばれる外微分 d の形式的な随伴 δ を以下のように定義することができる。⟨ , ⟩ を計量の誘導する Ωk(M) 上の内積として、任意の α ∈ Ωk(M), β ∈ Ωk+1(M) に対して、
{\displaystyle \int _{M}\langle d\alpha ,\beta \rangle _{k+1}\,dV=\int _{M}\langle \alpha ,\delta \beta \rangle _{k}\,dV}
を満足するものとして定めるのである。このとき、微分形式の空間上のラプラシアンは Δ = dδ + δd と定義され、調和形式の空間
{\displaystyle {\mathcal {H}}_{\Delta }^{k}(M)=\{\alpha \in \Omega ^{k}(M)\mid \Delta \alpha =0\}}
が定義できるようになる。dΔ=0であることから調和形式は閉形式でありしたがって線形写像 {\displaystyle {\mathcal {H}}_{\Delta }^{k}(M)\to H^{k}(M)} がさだまる。ホッジの定理は、この線形写像が同型であることを主張する。つまり、M 上の各ド・ラームコホモロジー類の代表元として、調和形式が一意的に取れる。
このことから得られるめぼしい帰結は、コンパクト多様体上のド・ラームコホモロジー群が有限次元となることである。これは作用素 Δ が楕円型であり、コンパクト多様体楕円型作用素の核が必ず有限次元ベクトル空間となることから従う。
またド・ラームコホモロジーにおけるポアンカレ双対性もしめすことができる。

### 楕円型複体のホッジ理論
一般に、ホッジ理論はコンパクト多様体 M 上の任意の楕円型複体に適用できる。
E0, E1, …, EN を M 上の計量を持つベクトル束とし、
{\displaystyle L_{i}\colon \Gamma (E_{i})\to \Gamma (E_{i+1})}
をこれらベクトル束の切断の空間上に作用する微分作用素として、これらの成す複体
{\displaystyle \Gamma (E_{0})\to \Gamma (E_{1})\to \dotsb \to \Gamma (E_{N})}
が楕円型であるとする。これらの直和
{\displaystyle L=\bigoplus L_{i}\colon {\mathcal {E}}^{\bullet }\to {\mathcal {E}}^{\bullet }\quad ({\mathcal {E}}^{\bullet }=\bigoplus \Gamma (E_{i}))}
をとり、L* を L の随伴として楕円型作用素 Δ = LL* + L*L を定義すると、ド・ラームコホモロジーのときと同様に、調和切断全体の成すベクトル空間
{\displaystyle {\mathcal {H}}=\{e\in {\mathcal {E}}^{\bullet }\mid \Delta e=0\}}
を考えることができる。
ここで、{\displaystyle H\colon {\mathcal {E}}^{\bullet }\to {\mathcal {H}}} を直交射影とし、G を Δ に対するグリーン作用素とすると、ホッジの定理は以下の事を主張する。
1. H および G は矛盾なく定義される。
2. Id = H + ΔG = H + GΔ.
3. LG = GL, L*G = GL*.
4. この複体のコホモロジーは調和切断の空間と自然同型 {\displaystyle H(E_{j})\cong {\mathcal {H}}(E_{j})} である。これは各コホモロジー類は調和な代表元を一意に持つことを意味する。

## ホッジ構造
実ホッジ構造とは、実ベクトル空間 W とに対し、W の複素化である WC = W ⊗ C の次数付き空間 Wp, q への直和分解であって、WC の複素共役が Wq, p を入れ替える作用となるもの。ここで "p"+"q"="k" とし、この"k"をウェイト k とよぶ。
非特異な複素射影多様体 V の実数係数の特異コホモロジー群はホッジ構造を持つことがわかる。
{\displaystyle H^{k}(V)} は複素部分空間 Hp, q への分解を持つ。
それぞれの次元を {\displaystyle h^{p,q}=\dim H^{p,q}}とかき{\displaystyle h^{p,q}} をホッジ数と言う。
ベッチ数 bk = dim Hk (V) は
{\displaystyle b_{k}=\sum _{p+q=k}h^{p,q},\,}
をみたす。また hp,q=hq,pであることもわかり、とくに k が奇数の場合に bkが偶数であることがしたがう。
ベッチ数の系列は、ホッジ数のホッジダイアモンドと言い、2次元的に広がっている。
この分解は調和形式の理論から来ていて、ホッジラプラス作用素（一般化された調和函数であり、最大値原理によりコンパクト多様体上に局所的定数である必要がある）によって選ばれたド・ラームコホモロジーの中の特別な表現である。後日のドルボー(Dolbeault)の仕事により、上記のホッジ分解は正則 p-形式の層 Ωp に係数をもつ層コホモロジー群 {\displaystyle H^{q}(V,\Omega ^{p})} をもちいて記述できることがわかる。この場合には、ラプラス作用素なしで、より直接的な代数的解釈をもたらす。
特異点をもつ場合や非コンパクトな多様体の場合は、コホモロジー群は混合ホッジ構造といわれるより複雑な構造をもつ。混合ホッジ構造においては直和分解のかわりに二つのフィルトレーションをもち、適切な性質をみたす。例えばモノドロミー問題のように、より広く使われている。